# New Stanton
New Stanton est un borough situé au sud de la partie centrale du comté de Westmoreland, en Pennsylvanie, aux États-Unis,. En 2010, il comptait une population de 2 173 habitants, estimée au 1er juillet 2020 à 2 161 habitants.

## Démographie
Lors du recensement de 2010, le borough comptait une population de 2 173 habitants. Elle est estimée, en 2020, à 2 161 habitants.